# György Varga
György Varga – węgierski szermierz.

## Życiorys
W ciągu swojej kariery zdobył srebrny medal w drużynie na mistrzostwach świata w 1983 roku – w Wiedniu.